# 13 Chapters
A 13 Chapters a Sweetbox-projekt egyik stúdióalbuma, melyet Jade Villalon énekesnővel vettek fel. Csak Európában és Tajvanon jelent meg, 2004-ben, illetve 2005-ben; a tajvani kiadáshoz video-CD-t is mellékeltek. Az albumon a Sweetbox előző albuma, az Adagio, valamint az új album, az After the Lights dalai közül szerepel több (az After the Lightsról a karácsonyi dalokat nem számítva csak három dal nem került rá). Fő célja az volt, hogy azokban az országokban is népszerűsítse a Sweetbox zenéjét, ahol korábban kevéssé ismerték.
Minden dal szerzője Geoman és Jade Villalon.

## Számlista
| #            | Cím                             | Hossz |
| ------------ | ------------------------------- | ----- |
| 1.           | Piano in the Dark               | 3:40  |
| 2.           | After the Lights                | 3:14  |
| 3.           | Killing Me DJ (feat. Toby)      | 3:46  |
| 4.           | Life Is Cool                    | 2:48  |
| 5.           | More Than Love                  | 3:21  |
| 6.           | Waterfall                       | 3:05  |
| 7.           | God on Video                    | 3:41  |
| 8.           | Beautiful                       | 3:23  |
| 9.           | Hate without Frontiers          | 3:23  |
| 10.          | Chyna Girl                      | 3:14  |
| 11.          | Time of My Life                 | 3:18  |
| 12.          | Pretty in Pink                  | 3:31  |
| 13.          | Sorry                           | 3:24  |
| 14.          | This Christmas                  | 3:38  |
| VCD (Tajvan) |                                 |       |
| 1.           | More Than Love (videóklip)      |       |
| 2.           | Interjú Jade-del                |       |
| 3.           | Life Is Cool (stúdiófelvétel)   |       |
| 4.           | More Than Love (stúdiófelvétel) |       |

Az Adagio albumról4, (8,) 9, 10, 13.
Az After the Lights albumról1, 2, 3, 5, 6, 7, 11, 12, 14.
A Beautiful című dal az Adagio nem minden kiadásán szerepel.